# Mokrosuky
Mokrosuky – gmina w Czechach, w powiecie Klatovy, w kraju pilzneńskim.
Według danych z dnia 1 stycznia 2014 liczyła 132 mieszkańców.
W miejscowości znajduje się stacja kolejowa Mokrosuky.